# Kalven (Ovanåkers socken, Hälsingland)
Kalven är en sjö i Ovanåkers kommun i Hälsingland och ingår i Ljusnans huvudavrinningsområde. Sjön har en area på 0,644 kvadratkilometer och ligger 347,8 meter över havet. Sjön avvattnas av vattendraget Öjungsån.

## Delavrinningsområde
Kalven ingår i det delavrinningsområde (682991-149021) som SMHI kallar för Inloppet i Storöjungen. Medelhöjden är 370 meter över havet och ytan är 7,86 kvadratkilometer. Det finns ett avrinningsområde uppströms, och räknas det in blir den ackumulerade arean 11,86 kvadratkilometer. Öjungsån som avvattnar avrinningsområdet har biflödesordning 4, vilket innebär att vattnet flödar genom totalt 4 vattendrag innan det når havet efter 170 kilometer. Avrinningsområdet består mestadels av skog (79 procent) och sankmarker (10 procent). Avrinningsområdet har 0,64 kvadratkilometer vattenytor vilket ger det en sjöprocent på 8,2 procent.